# Marie Bonnet
Marie Bonnet (* 1985 in Gelsenkirchen) ist eine deutsche Schauspielerin und Hörspielsprecherin.

## Werdegang
Marie Bonnet studierte von 2006 bis 2010 an der Schauspielschule Bochum. Nach Engagements am Schauspielhaus Bochum und am Schauspiel Köln wirkte sie zwischen 2010 und 2017 als festes Ensemblemitglied am Theater Freiburg. Seit der Spielzeit 2017/18 ist sie Mitglied im Ensemble des Theaters Neumarkt Zürich.
Sie ist Sprecherin in Hörspielen des SRF und des Südwestrundfunks.

## Filmografie (Auswahl)
- 2023: Tatort: Gold

## Hörspiele (Auswahl)
- 2011: Oliver Wnuk: Der Aufstieg und Fall des Siggi S. (Mädle) – Regie: Mark Ginzler (Original-Hörspiel, Mundarthörspiel – SWR)
  - Auszeichnungen: Zonser Hörspielpreis 2012; Hörspiel des Monats April 2011
- 2013: Lars Norén: Schatten (Die Krankenschwester) – Regie: Reto Ott (Originalhörspiel – SRF)
- 2015: Erika Harzer: Generation Sandinistas – die Kinder der Solidarität – Regie: Karin Hutzler (Feature – SWR)
- 2015: Dominik Bretsch: Abzocke im Schatten der Freizügigkeit. Über mafiöse Geschäfte mit Leiharbeitern in der EU – Regie: Karin Hutzler (Feature – SWR/WDR)
- 2016: Hansjörg Schneider: Hunkelers Geheimnis (4 Teile) (Estelle, Hunkelers Enkelin) – Regie: Reto Ott (Hörspielbearbeitung, Kriminalhörspiel – SRF/SWR)
- 2018: Rolf Hermann: Schlaf ich auf Sand – Bearbeitung und Regie: Wolfram Höll (Hörspiel – SRF)
- 2019: Maria Ursprung: Bienen schwärmen für sie (Reina) – Regie: Wolfram Höll (Originalhörspiel – SRF)
- 2021: Michael Glasauer: Verschlusssache (Polizistin am Flughafen) – Regie: Heike Tauch (Originalhörspiel – Deutschlandradio)
- 2022: Nina Bußmann: Das Brechen der Brote (Laura) – Regie: Stefanie Ramb (Originalhörspiel – Deutschlandradio)
- 2023: Lutz Seiler: Stern 111 (3 Teile) – Bearbeitung und Regie: Heike Tauch (Hörspielbearbeitung – RBB)
- 2023: Rina Dürig, Christian Müller: Bon voyage, les fantômes (Besucherin) – Regie:	Wolfram Höll (Hörspiel – SRF)

Quellen: ARD-Hörspieldatenbank und die Datenbank HörDat